# Taraco (La Paz)
Taraco es un población y municipio de Bolivia, ubicado en la provincia de Ingavi del departamento de La Paz. La localidad fue fundada el 25 de diciembre de 1767. Limita al norte y oeste con el Lago Titicaca y la República del Perú. Al sur limita con el municipio de Guaqui y al este con el municipio de Tiahuanaco. El municipio de Taraco tiene el ubicado la península de Santa Rosa salida al lago Titicaca.

## Demografía
De acuerdo con el censo boliviano de 2024, la población del municipio de Taraco es de 7 511 habitantes.
La población del municipio aumentó más del doble entre 1992 y 2024:
| Año  | Habitantes (municipio) | Fuente |
| ---- | ---------------------- | ------ |
| 1992 | 3674                   | Censo  |
| 2001 | 5922                   | Censo  |
| 2012 | 6598                   | Censo  |
| 2024 | 7511                   | Censo  |